# اسکای‌وست

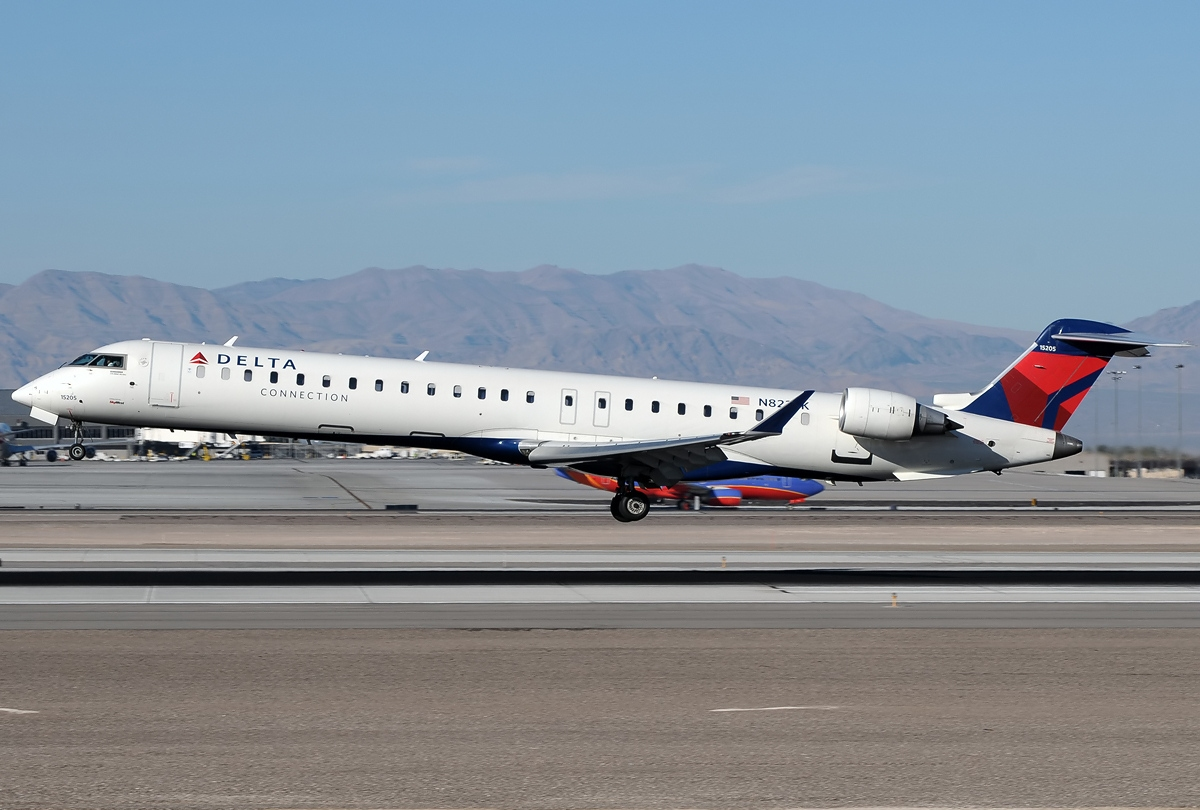
هواپیمای بمباردیه سی‌آرجی ۹۰۰، متعلق به اسکای‌وست

اسکای‌وست، (به انگلیسی: SkyWest) شرکت هواپیمایی آمریکایی است، که در سال ۱۹۷۲ تأسیس شد و در حال حاضر با قراردادهایی که با شرکت‌های یو اس ایرویز، دلتا ایرلاینز، آلاسکا ایرلاینز، یونایتد ایرلاینز، امریکن ایرلاینز و یونایتد اکسپرس دارد، از خطوط هواپیمایی اصلی ایالات متحده به‌شمار می‌آید. این شرکت روزانه به ۱۸۶ مقصد، در ۴۳ ایالت آمریکا، ۷ استان کانادا و ۵ شهر مکزیک، پروازهای مستقیم دارد.
دفتر مرکزی شرکت اسکای‌وست در شهر سنت جرج، یوتا قرار دارد و به‌عنوان امریکن ایگل؛ فرودگاه بین‌المللی لس‌آنجلس و فرودگاه بین‌المللی اوهر شیکاگو، به‌عنوان یو اس ایرویز؛ فرودگاه بین‌المللی فینکس اسکای هاربر، به‌عنوان یونایتد اکسپرس؛ فرودگاه بین‌المللی اوهر شیکاگو، فرودگاه بین‌المللی کلیولند هاپکینز، فرودگاه بین‌المللی دنور، فرودگاه بین‌المللی دالس واشینگتن، فرودگاه بین‌المللی جرج بوش، فرودگاه بین‌المللی لس‌آنجلس، فرودگاه بین‌المللی پورتلند و فرودگاه بین‌المللی سانفرانسیسکو، به‌عنوان دلتا کانکشن؛ فرودگاه بین‌المللی سینسیناتی/کنتاکی شمالی، فرودگاه متروپولیتن وین کانتی دیترویت، فرودگاه بین‌المللی لس‌آنجلس، فرودگاه بین‌المللی ممفیس، فرودگاه بین‌المللی مینیاپولیس−سنت پل، فرودگاه بین‌المللی سالت‌لیک‌سیتی و فرودگاه بین‌المللی سیتل-تاکوما و به‌عنوان آلاسکا ایرلاینز؛ فرودگاه بین‌المللی پورتلند و فرودگاه بین‌المللی سیتل-تاکوما، قطب‌های این شرکت هواپیمایی به‌شمار می‌آیند. این شرکت در حال حاضر در ناوگان هوایی خود، دارای ۳۳۶ فروند هواپیمای جت مسافربری می‌باشد.